# Jennifer Sräga
Jennifer Alexandra Michaela Sräga (* 8. März 2000 in Senden) ist eine deutsche Golferin. Sie ist mehrfache Internationale Deutsche Meisterin, zudem Internationale Bayerische und Internationale Irische Meisterin. Bei der Einzel-Europameisterschaft der Golferinnen und Golfer mit Behinderung in Portugal 2018 wurde sie Zweite.

## Leben
Sräga wuchs in Senden im bayerisch-schwäbischen Landkreis Neu-Ulm auf. Mit dem Golfspielen begann sie im Alter von etwa 8 Jahren und wurde von ihren Eltern, die beide ebenfalls Golf spielen, unterrichtet. Gemeinsam mit ihrer zwei Jahre älteren Schwester Stefanie spielte sie anfänglich im nahe gelegenen Golfclub Ulm bei Illerrieden, bis sie dann  2016 zum Golfclub Reischenhof Wain wechselte. 2017 ging sie zum GC Augsburg, um dort in der höherklassigen Regionalliga zu spielen. Seit 2018 spielt sie wieder im Golfclub Reischenhof.
Jennifer Sräga ist 1,30 Meter groß und spielt ein Handicap von 4,0. Sie wurde 2017 erstmals Deutsche Meisterin der Golfer mit Behinderung. Im Folgejahr nominierte sie der Deutsche Golf Verband als einzige Frau für die Teilnahme an der European Championship for Golfers with Disability (Europameisterschaft der Golfer mit Behinderung) auf der portugiesischen Halbinsel Tróia. Dort wurde die damals 18-Jährige Vize-Europameisterin und verwies die bisher amtierende Europameisterin Mette Lynggaard auf Platz 3.
Sräga legte im Juni 2019 am International College der Schule Schloss Salem ihre Abiturprüfung ab. Im selben Monat erreichte sie mit der deutschen Mannschaft bei den Team-Europameisterschaften der Golfer mit Behinderungen im spanischen Golfclub Novo Sancti Petri den 6. Platz. Im September 2019 wurde sie von der European Disabled Golf Association (EDGA) zum Celebrity Cup eingeladen, der als Teil des Solheim Cups in jenem Jahr in Gleneagles, Schottland, stattfand.
Seit 2022 ist Sräga für das duale Studium Sportbusiness Management an der IST-Fernhochschule für Management in Düsseldorf eingeschrieben.
Im Juli 2022 nahm sie auf Einladung der EDGA an der 150th Open im schottischen St Andrews teil. Bei der Celebration of Champions, die als Rahmenprogramm noch vor der Open stattfand, spielte sie im „Team Stenson“ an der Seite von Henrik Stenson, Mark O’Meara und Aaron Jarvis.
Im August 2022 trat Sräga erneut im Namen der EDGA in Schweden an. Dort gastierte die Ladies European Tour (LET) mit der Skaftö Open 2022. Zusammen mit sieben weiteren EDGA-Spielern nahm Sräga an einem 36-Loch-Turnier teil, das in das LET Tour Event integriert war. Im Mixed-Team mit Felix Normann belegte sie den 3. Platz.
Aufgrund ihrer Position im World Ranking for Golfers with Disability („WR4GD-Ranking“) wurde Sräga 2023 zum Turnier der G4D (Golf for the Disabled)-Tour nach Schweden eingeladen. Dort fand das Volvo Car Scandinavian Mixed 2023 auf dem Ullna Golf und Country Club statt. Über zwei Turnierrunden hinweg spielten die besten fünf Herren und die besten fünf Damen der Weltrangliste um Platz 1. Jennifer Sräga erreichte bei ihrem ersten Auftritt auf der G4D-Tour den siebten Platz. 2024 folgte eine Einladung zum Turnier der G4D-Tour nach England, wo der Nations Cup @ Betfred British Masters auf dem Golfplatz The Belfry stattfand. Sechs Nationen wurden jeweils von einer Frau und einem Mann vertreten, die in den Spielformaten Four-Ball und Foursome als Team gegen die anderen Nationen antraten. Deutschland wurde von René Schwenk und Jennifer Sräga vertreten, die gemeinsam Platz 5 erreichten.

## Ehrungen
Im Rahmen von Sportlerehrungen wurde Sräga im Jahr 2019 mehrfach geehrt: im Februar in ihrer Heimatstadt Senden (Iller) und in Augsburg, im März in Überlingen und im April durch den Deutschen Golfverband in Frankfurt am Main. Weitere Ehrungen erfolgten im Februar 2020 wiederum in Augsburg sowie im April 2022,
im März 2023
und im März 2024 jeweils in Biberach.